# Херман (город, Миннесота)
Херман (англ. Herman) — город в округе Грант, штат Миннесота, США. На площади 2,7 км² (2,7 км² — суша, водоёмов нет), согласно переписи 2002 года, проживают 452 человека. Плотность населения составляет 168,8 чел./км².
- Телефонный код города — 320
- Почтовый индекс — 56248
- FIPS-код города — 27-28646[1]
- GNIS-идентификатор — 0644902[2]